# Tarif al-Matghari
Tarif al- Matghari ou Tarif Ametghar ou Rioura  (en amazigh : Ryura, en arabe : طارف المتغري) (b.? -744) fut le fondateur de la confédération tribale des Berghouata  dans la région de  Tamesna, au Maroc . Il était le père du prophète et roi Salih ibn Tarif . Certaines sources arabes prétendent qu'il est né dans la région de Barbate, près de Cadix en Espagne.